# Västersocken
Västersocken är den västra delen av Föglö kommun på Åland. Området utgörs av den del av kommunen som finns söder om Kyrksundet och består av sex byar jämte kringliggande vatten och mindre öar. Byarna är Björsboda och Prästgården på Prästlandet samt Bråttö, Flisö, Hummersö och  Kallsö. 
Västersocken har förbindelse med övriga Föglö via Gollansbron över Gollansströmmen (en del av Kyrksundet). Bron passerar över holmen Gollan som gett namn åt bron och strömmen.

## Namnets historia
Benämningarna Västersocken och Östersocken för de västra och östra delarna av Föglö verkar ha börjat användas kring sekelskiftet 1900 i samband med att folkskolor inrättades. Exempelvis nämns i tidningen Åland den 21 augusti 1907 att Föglö skulle delas in i fem skoldistrikt: östersocken, Vargskär, Sonboda, Degerby och västersocken. Notera att Östersocken och Västersocken skrevs med liten begynnelsebokstav och tydligen inte uppfattades som egennamn. Detta är det tidigaste belägget som påträffats för benämningen Västersocken.

## Telefonförbindelser
Västersocken fick telefonförbindelse med Degerby och resten av Åland i början av 1910-talet. Tidningen Västra Nyland rapporterade den 8 mars 1913 om utbyggnaden av telefonnätet i Föglö: ”Degerby har redan länge stått i telefonförbindelse med fasta Åland medels en vattenkabel. Inom kommunen har likväl ej telefonnätet varit vidare utbrett utöver den s.k. Degerön. Västersocken, som ligger därtill närmast, har också något år tillhört telefonnätet.” 

## Vägförbindelse
På 1940-talet fick Västersocken vägförbindelse med resten av Föglö genom att Prästlandet förbands med Degerö. Vägen drogs från Byvik i Degerby till Gollansströmmen i Kyrksundet. Över Gollansströmmen, som var en ångbåtsfarled, inrättades en handdragen linfärja till holmen Gollan, som sedan på södra sidan förbands med Prästlandet genom en vägbank. Linfärjan ersattes 1966 med en bro över Gollansströmmen.

## Sevärdheter
- Byn Hummersö i Västersocken är något av ett kulturcentrum i Föglö. Där finns Museigården Mattsmårs, tidigare en bondgård, Galleri Berghäll, inrymt i byns gamla butik, och bokpaviljongen La Bibloteca Senza Frontiere. På sommaren hittas ännu fler popup-utställningar och kvalitetsloppisar.

- I Bråttö finns Föglös nyaste rastplats med utsikt över en vacker båthusvik.[6]